# Défilé du Jour de la Victoire 2011
Le défilé militaire du Jour de la Victoire de 2011, qui a eu lieu le 9 mai 2011 en Russie, célèbre le 66e anniversaire de la fin de la Seconde Guerre mondiale en Europe, la Grande Guerre patriotique pour les Russes et leur victoire sur le Troisième Reich.

## Défilé et discours
« Plus le temps passe, plus grande est la conscience de l'exploit accompli par cette génération [...] Garder cet exploit en mémoire relève de notre devoir », a déclaré Dimitri Medvedev dans son adresse aux vétérans, lors du traditionnel discours présidentiel précédant le défilé. 

## Forces présentes

### Régiments
Sur la Place Rouge ont défilé 20 000 militaires, plus de 100 véhicules et 5 hélicoptères, soit deux fois plus qu'en 2010, mais sans aviation cette fois-ci, contrairement au défilé de 2010.
Les Forces armées de la fédération de Russie étaient pour la première fois en bérets et nouveaux uniformes, ainsi que diverses forces paramilitaires, académies, gardes-frontières, ainsi que les troupes chargées des situations d'urgence, connues sous le sigle EMERCOM (dérivée de Emergency Control Ministry).

### Véhicules
- 9A317[3]
- 9K38 Buk-M1-2[3]
- BM-30 Smerch[3]
- BREM-1[3]
- BTR-80[3]
- GAZ 2330 TIGR[3]
- Pantsir S-1[3]
- S-400 Triumph[3]
- T-90[3]
- Iskander[3]
- 9T250[3]
- KT-L[3]
- KET-T[3]
- 2S19 Msta-S[3]
- Topol-M[3]

### Aviation
- Mil Mi-8 Portant les couleurs des forces armées russes.

## Galerie

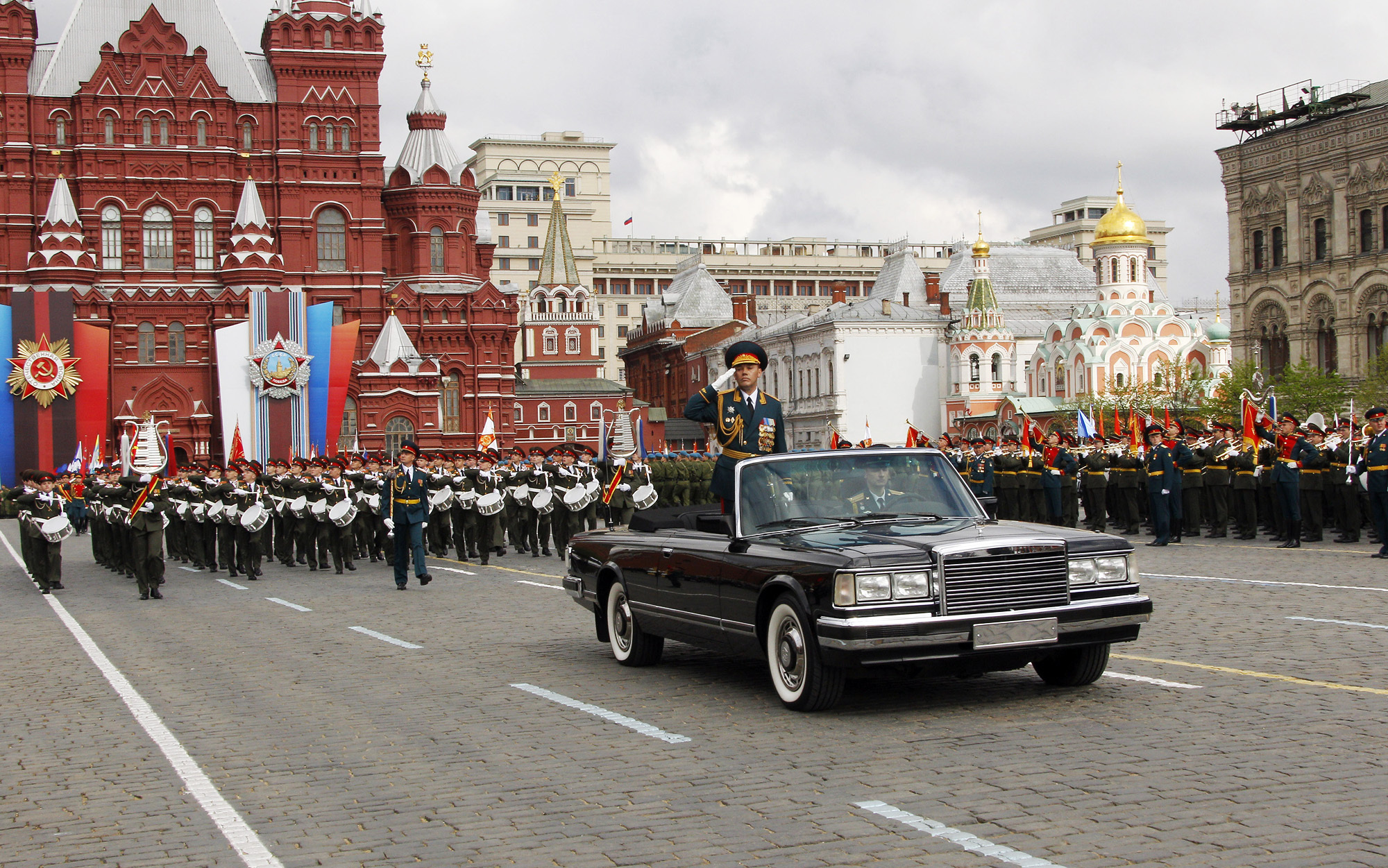
Supervision des troupes prenant part à la parade
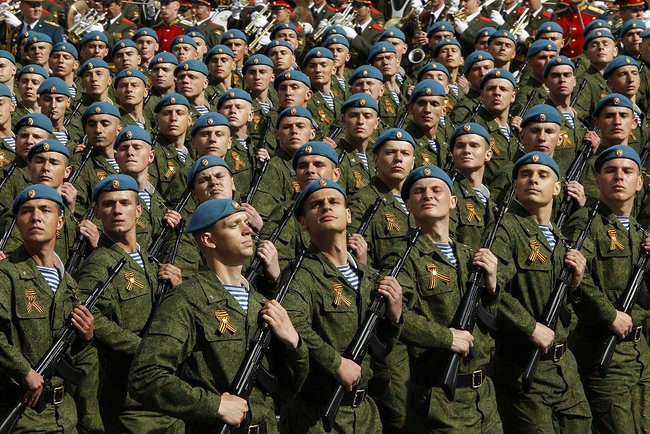
Soldats russes dans leurs nouveaux bérets.
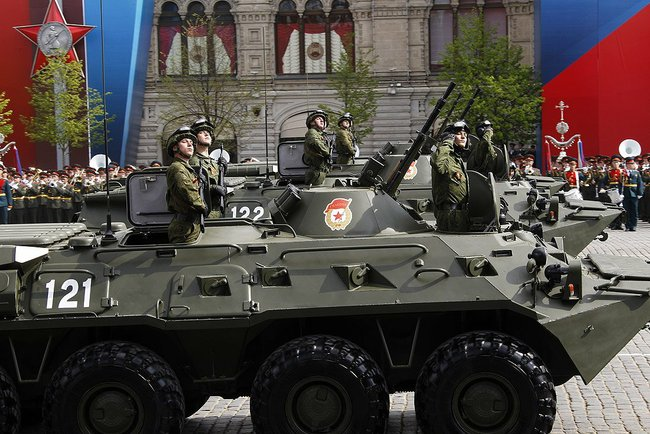
BTR-80 sur la Place Rouge
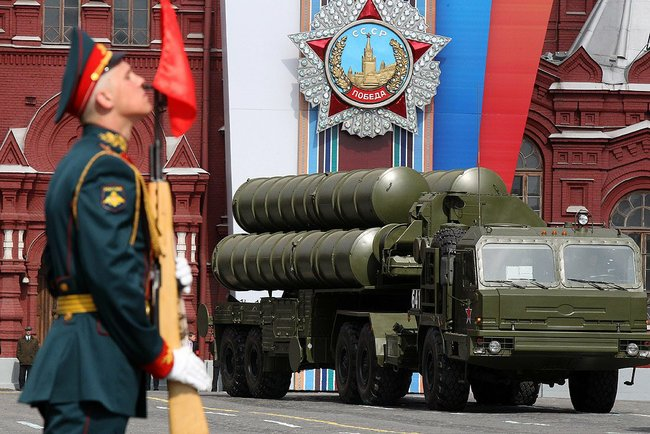
S-400 Triumph
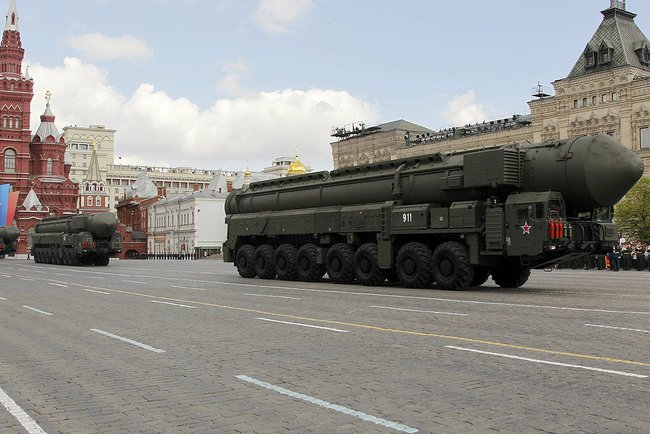
Topol-M
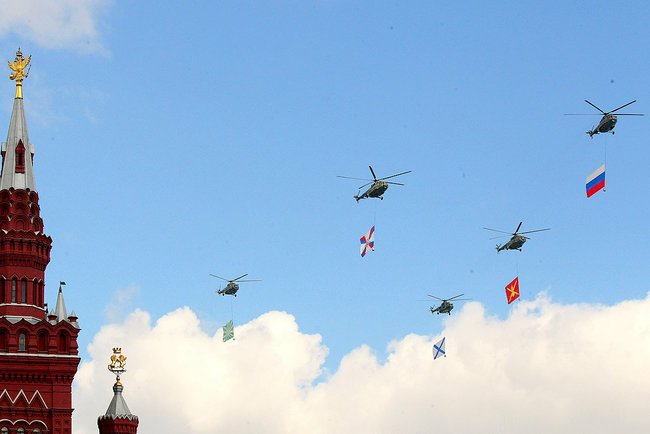
Mil Mi-8
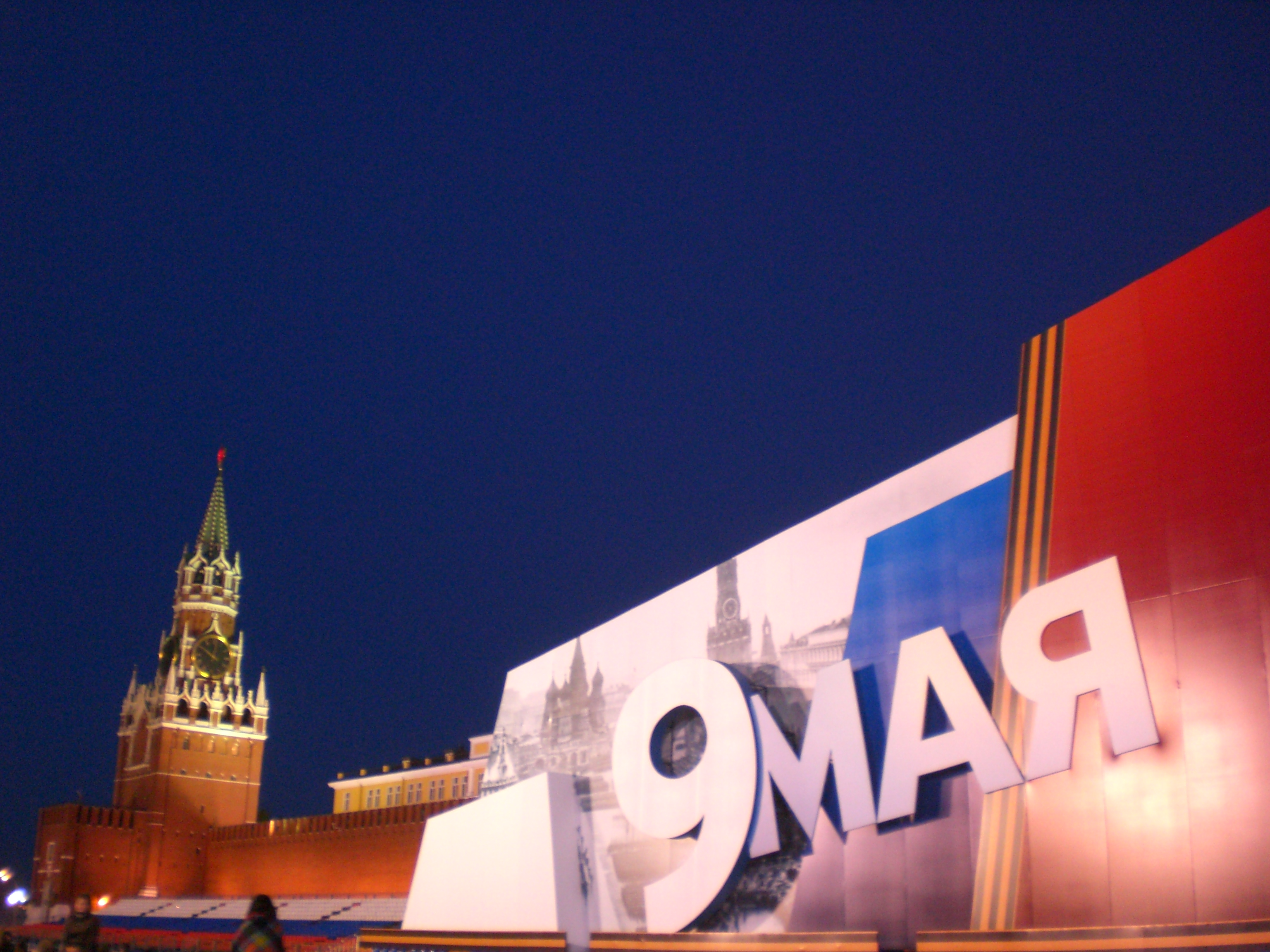
Place Rouge après le défilé